# 淺野和生 (政治學家)
淺野和生（1959年—）是一名日本政治學者，專長為研究英國政治史和臺灣與日本關係，現為平成國際大學教授。
1982年畢業於慶應義塾大學經濟學部，其後入讀慶應義塾大学大学院法学研究科博士課程，1991年7月以「大正民主與陸軍」（大正デモクラシ-と陸軍）為題取得慶應義塾大学法学博士。他也是知名的親臺派，2005年10月在東京財團主辦的研究發表会表示希望研究日本版的「台湾關係法」，訪問台灣時也曾經獲得陳水扁親自接見。

## 著作
- 慶應義塾大学出版会、1994年3月
- 廣済堂出版、2000年9月

### 共著
- 早稲田出版、2003年11月
- 早稲田出版、2004年12月
- 早稲田出版、2005年12月
- 早稲田出版、2006年12月
- 早稲田出版、2007年12月
- 早稲田出版、2008年12月
- 展転社、2014年12月